# Beyond the Blue Horizon
Beyond the Blue Horizon je deveti studijski album ameriškega džezovskega kitarista Georgea Bensona, ki je izšel maja 1971. To je njegov prvi album, ki je izšel pri založbi CTI Records.

## Sprejem
Recenzor portala AllMusic, Richard S. Ginell, je o albumu zapisal: "Creed Taylor je pri tem albumu pustil Bensona samega z majhno spremljevalno skupino. Rezultat je bil odličen jazz session, kjer je bil Benson dorasel izzivu turbulentne ritem sekcije, ki so jo sestavljali Jack DeJohnette, Ron Carter in Clarence Palmer. Benson si je očitno toliko domač z igranjem DeJohnetta kot s soulom in jazzom, njegov ton je bolj provokativen."

## Seznam skladb
| Št.             | Naslov                  | Pisec                  | Dolžina |
| --------------- | ----------------------- | ---------------------- | ------- |
| 1.              | „So What‟               | Miles Davis            | 9:21    |
| 2.              | „The Gentle Rain‟       | Luiz Bonfá, Matt Dubey | 9:15    |
| 3.              | „All Clear‟             | George Benson          | 5:29    |
| 4.              | „Ode to a Kudu‟         | Benson                 | 3:48    |
| 5.              | „Somewhere in the East‟ | Benson                 | 6:11    |
| Skupna dolžina: | Skupna dolžina:         | Skupna dolžina:        | 34:04   |

| Bonus skladbe na zgoščenki | Bonus skladbe na zgoščenki                     | Bonus skladbe na zgoščenki | Bonus skladbe na zgoščenki |
| Št.                        | Naslov                                         | Pisec                      | Dolžina                    |
| -------------------------- | ---------------------------------------------- | -------------------------- | -------------------------- |
| 6.                         | „All Clear‟ (alternativna izvedba)             | Benson                     | 5:47                       |
| 7.                         | „Ode to a Kudu‟ (alternativna izvedba)         | Benson                     | 4:41                       |
| 8.                         | „Somewhere in the East‟ (alternativna izvedba) | Benson                     | 9:46                       |

## Osebje

### Glasbeniki
- George Benson – kitara
- Clarence Palmer – orgle
- Ron Carter – bas
- Jack DeJohnette – bobni
- Michael Cameron – tolkala
- Albert Nicholson – tolkala

### Produkcija
- Inženiring: Rudy Van Gelder, Robert Honablue
- Oblikovanje: Bob Ciano
- Fotografije: Pete Turner, Chuck Stewart